# Kelsey Leigh
Kelsey Sorr Leigh ovvero Lionheart o Capitan Bretagna, è un personaggio dei fumetti pubblicati dalla Marvel Comics, creato  dallo scrittore Chuck Austen e dal disegnatore Olivier Coipel. La sua prima apparizione è in Avengers (Vol. 3)  n. 77 (2004).

## Biografia del personaggio
Kelsey Leigh era un'insegnante di letteratura nata in Gran Bretagna. Un giorno ritornando a casa da lavoro, trovò degli uomini misteriosi nel suo appartamento: uno di loro tentò di stuprarla e le sfregiò il volto permanentemente mentre il marito paralizzato dalla paura non fece niente e questo portò allo scioglimento del loro matrimonio.
Una mattina, mentre era in giro con i suoi due figli, si ritrovò nel bel mezzo dello scontro tra i Vendicatori, la Squadra Distruttrice, Thunderball e Capitan America.
Ad un certo punto il capitano svenne, così mentre Thunderball stava per colpirlo a morte, Kelsey raccolse il suo scudo e parò il colpo salvando sia Cap che i suoi figli.
Thunderball però riuscì a colpire Kelsey ma venne sconfitto subito dopo da She-Hulk.
Durante il viaggio con il Quinjet alla base più vicina dei Vendicatori, il cuore di Kelsey smise di battere.
Tuttavia la sua anima venne portata in un luogo mistico in cui lo spirito di Capitan Bretagna
e di sua moglie Meggan, le diedero la possibilità di ritornare in vita se avesse superato una prova di fede per diventare il nuovo Capitan Bretagna.
Kelsey dovette scegliere tra una spada e un amuleto e credendo che la spada fosse l'oggetto più potente, optò per quest'ultima.
Lo spirito del Capitano le disse che sarebbe finalmente tornata e guarì anche la sua cicatrice ma a patto che nessuno avrebbe dovuto sapere la sua vera identità, nemmeno ai suoi figli, altrimenti sarebbero morti.
Risorta, dovendo vivere nell'anonimato e rinunciando alla sua famiglia, si unì ai Vendicatori e li aiutò ad affrontare di nuovo la Squadra Distruttrice e Morgana Le Fay. Quando Scarlet impazzì diede una mano alla squadra a difendersi dalle copie di Ultron, ma ne uscì male e venne portata all'ospedale in condizioni critiche per aver contenuto la furia eccessiva di She-Hulk.
Successivamente ha combattuto l'originale Capitan Bretagna assieme ad Albion, un presunto criminale, per vendicarsi di quello che le aveva fatto passare e per riottenere la sua vita.

## Poteri e abilità
Kelsey dopo essere risorta ha ottenuto una forza sovrumana e la spada del mito, un'arma sovrannaturale che le consente di emettere energia magica, datagli proprio dallo spirito di Capitan Bretagna, sovrano del reame mistico di Altromondo.
1. ↑  Il termine volume è usato in lingua inglese, in questo contesto, per indicare le serie, pertanto Vol. 1 sta per prima serie, Vol. 2 per seconda serie e così via.